# Jerzy Zygmanowski
Jerzy Wacław Zygmanowski (ur. 26 września 1930 w Żarnowcu, zm. 10 stycznia 2023 w Zalesiu) – polski przedsiębiorca i polityk, poseł na Sejm PRL VII i VIII kadencji.

## Życiorys
Urodził się w wielodzietnej rodzinie jako syn Wacława i Magdaleny. Jego ojciec był urzędnikiem celnym, w 1939 został rozstrzelany przez Niemców. Na zachodnie wybrzeże Jerzy Zygmanowski przeniósł się z Kaszub po ukończeniu szkoły średniej. W 1953 ukończył Szkołę Inżynierską w Szczecinie, uzyskując tytuł zawodowy inżyniera budownictwa wodnego. Został następnie zatrudniony w Przedsiębiorstwie Połowów Dalekomorskich i Usług Rybackich „Odra” w Świnoujściu. Pracował tam w służbach inwestycyjnych, potem był kierownikiem Zakładu Połowów, a w 1978 został dyrektorem naczelnym przedsiębiorstwa. W 1983 wyjechał do Kanady, gdzie przez cztery lata był konsulem ds. morskich w Biurze Radcy Handlowego w Montrealu. Reprezentował też Polskę w Organizacji Rybołówstwa Północno-Zachodniego Atlantyku. Po powrocie do „Odry” w 1988 został kierownikiem Zakładu Przetwórstwa Rybnego. Po 1990 przez pięć lat był prezesem spółki „Euro-Odra”. W 1997 przeszedł na emeryturę, jednak wkrótce współorganizował firmę „Bonito” (następnie „Marinus”), gdzie od 2001 był wiceprezesem zarządu. W 2010 zakończył pracę zawodową. W marcu 2011 oddział świnoujski Północnej Izby Gospodarczej przyznał mu Buławę Nestora Przedsiębiorczości.
Zmarł 10 stycznia 2023 w Zalesiu pod Międzyzdrojami, został pochowany na cmentarzu w Świnoujściu.

### Działalność polityczna
W 1955 wstąpił do Polskiej Zjednoczonej Partii Robotniczej. W 1958 zasiadł w egzekutywie Komitetu Powiatowego partii w Świnoujściu, w 1961 został jego sekretarzem organizacyjnym, a od 1962 do 1969 był I sekretarzem. Od 1978 z ramienia tej partii był posłem na Sejm PRL (zastąpił zmarłą posłankę Stronnictwa Demokratycznego Helenę Bursiewicz), w 1980 uzyskał reelekcję. Podczas obydwu kadencji reprezentował okręg szczeciński i zasiadał w Komisji Gospodarki Morskiej i Żeglugi oraz w Komisji Spraw Wewnętrznych i Wymiaru Sprawiedliwości.

## Wyróżnienia
- Honorowy obywatel Świnoujścia (2015)[3]